# Krzysztof Fibor
Krzysztof Fibor (ur. 1961) — były polski siatkarz. Przez kilka sezonów grał w ekstraklasie jako zawodnik łódzkich klubów — Resursy i Wifamy. Z tej ostatniej przeniósł się do Chemika Bydgoszcz, grającego wtedy w III lidze, i awansował z nim do ligi II. Następnie przez kilka sezonów był podstawowym graczem Chemika. 

## Kluby
- Resursa Łódź (1980/81–1983/84)
- Wifama Łódź (1984/85(?)–1987/88)
- Chemik Bydgoszcz (1988/89–1990/91)